# Kamendaka albipennis
Kamendaka albipennis är en insektsart som först beskrevs av Frederick Arthur Godfrey Muir 1922.  Kamendaka albipennis ingår i släktet Kamendaka och familjen Derbidae. Inga underarter finns listade i Catalogue of Life.